# Священный союз
Свяще́нный сою́з (фр. La Sainte-Alliance, нем. Heilige Allianz) — консервативный союз России, Пруссии и Австрии, созданный с целью поддержания установленного на Венском конгрессе (1815) международного порядка. К заявлению о взаимопомощи всех христианских государей, подписанному в октябре 1815 года, впоследствии постепенно присоединились все монархи континентальной Европы, кроме Папы Римского и турецкого султана. Не являясь в точном смысле слова оформленным соглашением держав, налагавшим бы на них определённые обязательства, Священный союз, тем не менее, вошёл в историю европейской дипломатии как «сплочённая организация с резко очерченной клерикально-монархической идеологией, созданная на основе подавления революционных настроений, где бы они ни проявлялись».

## История создания
После низвержения Наполеона и восстановления всего европейского мира в среде держав, считавших себя вполне удовлетворёнными распределением «вознаграждений» на Венском конгрессе, возникло и укрепилось стремление к сохранению установленного международного порядка, причём средством для этого представлялся постоянный союз европейских государей и периодический созыв международных конгрессов. Но поскольку достижению этого противоречили национальные и революционные движения народов, добивающихся более свободных форм политического существования, то такое стремление быстро получило реакционный характер.
Инициатором Священного союза явился российский император Александр I, хотя при составлении акта Священного союза он ещё считал возможным покровительствовать либерализму и даровать конституцию Царству Польскому. Мысль о союзе зародилась у него, с одной стороны, под влиянием идеи — стать миротворцем Европы путём создания такого Союза, который устранил бы даже возможность военных столкновений между государствами, а с другой — под влиянием мистического настроения, овладевшего им. Последним объясняется и странность самой редакции союзного договора, не похожего ни по форме своей, ни по содержанию на международные трактаты, что заставляло многих специалистов международного права видеть в нём лишь простую декларацию подписавших его монархов.

Документ гласит:
"ТРАКТАТ БРАТСКОГО и ХРИСТИАНСКОГО СОЮЗА,
заключённый в Париже 14/26 сентября 1815 года.
Во имя Пресвятой и Нераздельной Троицы.
Их Величества, Император Австрийский, Король Прусский и Император Российский, вследствие великих происшествий, ознаменовавших в Европе течение трех последних лет, наипаче же вследствие благодеяний, которые Божию Провидению было угодно излиять на государства, коих правительства возложили свою надежду на единого Бога, восчувствовав внутреннее убеждение в том, сколь необходимо предлежащий державам образ взаимных отношений подчинить высоким истинам, внушаемым вечным Законом Бога Спасителя, объявляют торжественно, что предмет настоящего акта есть открыть перед лицом вселенной их непоколебимую решимость как в управлении вверенными им государствами, так и в политических отношениях ко всем другим правительствам руководствоваться не иными какими-либо правилами, как заповедями сей святой веры, заповедями любви, правды и мира, которые, отнюдь не ограничиваясь приложением их единственно к частной жизни, долженствую, напротив того, непосредственно управлять волею царей и водительствовать всеми их деяниями, яко единое средство, утверждающее человеческие постановления и вознаграждающее их несовершенства.
На сем основании их
I. Соответственно словам Священных Писаний, повелевающих всем людям быть братьями, три договаривающиеся монарха пребудут соединены узами действительного и неразрывного братства и, почитая себя как бы единоземцами, они во всяком случае и во всяком месте станут подавать друг другу пособие, подкрепление и помощь; в отношении же к подданным и войскам своим они, как отцы семейств, будут управлять ими в том же духе братства, которым они одушевлены, для охранения веры, мира и правды.
II. Посему единое преобладающее правило да будет, как между помянутыми властями, так и подданными их, приносить друг другу услуги, оказывать взаимное доброжелательство и любовь, почитать всем себя как бы членами единого народа христианского, поелику три союзные государя почитают себя аки поставленными от Провидения для управления тремя единого семейства отраслями, а именно — Австриею, Пруссиею и Россиею, исповедуя таким образом, что Самодержец народа христианского, коего они и их подданные составляют часть, не иной подлинно есть, как Тот, Кому собственно принадлежит держава, поелику в Нём едином обретаются сокровища любви, ве́дения и премудрости бесконечные, то есть Бог, наш Божественный Спаситель Иисус Христос, Глагол Всевышняго, Слово жизни.
Соответственно с сим, их величества с нежнейшим попечением убеждают своих подданных со дня на день утверждаться в правилах и деятельном исполнении обязанностей, в которых наставил человеков Божественный Спаситель, аки единственное средство наслаждаться миром, который истекает от доброй совести и который есть прочен.
III. Все державы, желающие торжественно признать в сем акте священные правила, и кои почувствуют, сколь нужно для счастья колеблемых долгое время царств, дабы истины сии впредь содействовали благу судеб человеческих, могут всеохотно и с любовью быть приняты в сей Священный Союз.

Подписанный 14 (26) сентября 1815 г. тремя монархами — императором Францем I Австрийским, королём Фридрихом Вильгельмом III Прусским и императором Александром I, он вначале в двух первых не вызывал ничего, кроме неприязненного к себе отношения.
По словам Меттерниха, также вначале подозрительно отнёсшегося к идее Священного союза, эта «затея», долженствовавшая «даже по мысли своего виновника быть лишь простой моральной манифестацией, в глазах других двух государей, давших свои подписи, не имела и такого значения», а впоследствии «одни партии, враждебные государям, лишь и ссылались на этот акт, пользуясь им, как оружием, для того, чтобы набросить тень подозрения и клеветы на самые чистые намерения своих противников».
Тот же Меттерних уверяет в своих мемуарах, что «Священный союз вовсе не был основан для того, чтобы ограничивать права народов и благоприятствовать абсолютизму и тирании в каком бы то ни было виде. Этот Союз был единственно выражением мистических стремлений императора Александра и приложением к политике принципов христианства. Мысль о священном союзе возникла из смеси либеральных идей, религиозных и политических». Впоследствии, однако, Меттерних изменил своё мнение о «пустом и трескучем документе» и очень искусно пользовался Священным союзом для своих реакционных целей.
Содержание этого акта было в высшей степени неопределённо и растяжимо, и практические выводы из него можно было делать самые разнообразные, общий же дух его не противоречил, а скорее благоприятствовал реакционному настроению тогдашних правительств. Не говоря уже о смешении идей, относящихся к совершенно различным категориям, в нём религия и мораль совершенно вытесняют право и политику из бесспорно принадлежащих этим последним областей. Построенный на легитимном начале божественного происхождения монархической власти, он устанавливает патриархальность отношений между государями и народами, причём на первых возлагается обязанность управлять в духе «любви, правды и мира», а вторые должны лишь повиноваться: о правах народа по отношению к власти документ совсем не упоминает.
Наконец, обязывая государей всегда «подавать друг другу пособие, подкрепление и помощь», акт ничего не говорит о том, в каких именно случаях и в какой форме должно осуществляться это обязательство, что давало возможность толкования его в том смысле, что помощь обязательна во всех тех случаях, когда подданные будут выказывать неповиновение своим «законным» государям.
Это последнее именно и случилось. Сам Александр I именно так и начал смотреть на Священный союз: «Я, — сказал он на Веронском конгрессе французскому уполномоченному по поводу греческого восстания, — покидаю дело Греции потому, что усмотрел в войне греков революционный признак времени. Что бы ни делали для того, чтобы стеснить Священный союз в его деятельности и заподозрить его цели, я от него не отступлюсь. У каждого есть право на самозащиту, и это право должны иметь также и монархи против тайных обществ; я должен защищать религию, мораль и справедливость». При таком взгляде на борьбу христиан-греков с мусульманами-турками как на бунт мятежных подданных исчезал самый христианский характер Священного союза и имелось в виду лишь подавление революции, каково бы ни было её происхождение. Все это и объясняет успех Священного союза: скоро к нему присоединились и все другие европейские государи и правительства, не исключая и Швейцарии с немецкими вольными городами; не подписались под ним только английский принц-регент и Папа Римский, что не мешало им в своей политике руководствоваться теми же принципами; лишь турецкий султан не был принят в члены Священного союза как государь нехристианский.
В Англии к созданию Священного союза отнеслись с наибольшей подозрительностью. Парламентская оппозиция во время дебатов по внешней политике в Палате общин обращалась по этому поводу со специальным запросом к правительству. Члены палаты требовали ответа на вопрос, почему договор заключён без участия Англии, каков подлинный смысл этого необычного международного акта, не направлен ли он против интересов Великобритании и в каком отношении находится он к другим соглашениям между союзниками по антинаполеоновской коалиции. Р. С. Каслри отвечал, что Акт Священного союза не противоречит взаимным обязательствам союзников, что текст его ещё до подписания был сообщён ему Александром I, а позднее три государя обратились к принцу-регенту с приглашением присоединиться к договору.

Была ли необходимость в таком договоре или нет — это другой вопрос. Но если император Александр искренне руководствуется духом, которым проникнут этот документ, в чём я, со своей стороны, нисколько не сомневаюсь, то Европу и весь мир можно лишь самым искренним образом поздравить с этим. Если император Александр пожелает упрочить свою славу на такой основе, то грядущие поколения по достоинству оценят это благородное решение. Столько сделав для человечества с помощью оружия, разве мог он лучше использовать своё влияние на государей Европы, чем обеспечив ей долгий и благодетельный мир?

Неучастие Англии в договоре Каслри объяснял тем, что по английской конституции король не имеет права подписывать договоры с другими державами.
Знаменуя собой характер эпохи, Священный союз являлся главным органом общеевропейской реакции против либеральных устремлений. Практическое значение его выразилось в постановлениях целого ряда конгрессов (Аахенского, Троппаусского, Лайбахского и Веронского), на которых вполне выработался принцип вмешательства во внутренние дела других государств с целью насильственного подавления всех национальных и революционных движений и поддержания существующего строя с его абсолютистскими и клерикально-аристократическими тенденциями.

## Конгрессы Священного союза

### Ахенский конгресс
20 сентября — 20 ноября 1818 года

### Конгрессы в Троппау и Лайбахе
1820—1821 годы
Как правило, рассматриваются вместе как единый конгресс.

### Конгресс в Вероне
20 октября — 14 ноября 1822 года

## Распад Священного союза
Система послевоенного устройства Европы, созданная Венским конгрессом, противоречила интересам нового зарождающегося класса — буржуазии. Буржуазные движения против феодально-абсолютистских сил стали основной движущей силой исторических процессов в континентальной Европе. Священный союз препятствовал установлению буржуазных порядков, усиливал изоляцию монархических режимов. С ростом противоречий между участниками Союза происходило падение влияния на европейскую политику российского двора и российской дипломатии.
Уже к концу 1820-х годов Священный союз начал разлагаться, чему способствовало, с одной стороны, отступление от принципов этого Союза со стороны Великобритании, интересы которой в это время весьма сильно противоречили политике Священного союза как в деле конфликта между испанскими колониями в Латинской Америке и метрополией, так и в отношении ко всё ещё продолжавшемуся греческому восстанию, а с другой — высвобождение преемника Александра I из-под влияния Меттерниха и расхождение интересов России и Австрии по отношению к Турции.
Низвержение монархии во Франции в июле 1830 года и взрыв бельгийского и польского недовольства заставили Австрию, Россию и Пруссию вернуться к традициям Священного союза, что выразилось, между прочим, в решениях, принятых на мюнхенгрецском съезде российского и австрийского императоров и прусского наследного принца (1833 г.); тем не менее успехи французской и бельгийской революций 1830 года нанесли сильный удар принципам Священного союза, поскольку теперь уже две великие державы, Великобритания и Франция, ранее вполне примыкавшие к этим принципам в сфере международных отношений (да и внутренних), теперь держались иной политики, более благоприятной буржуазному либерализму, — политики невмешательства. Николай I, вначале пытавшийся склонить австрийского императора к совместному выступлению против «узурпатора» французского трона Луи-Филиппа I, вскоре оставил эти усилия.
Тем временем нарастали противоречия между интересами России, Австрии и Пруссии.
Австрия была недовольна войной России на Балканах: австрийский канцлер Меттерних указывал на то, что помощь «греческим революционерам» противоречит принципам Священного союза. Николай I симпатизировал Австрии за её консервативную антиреволюционную позицию. Австрии симпатизировал и Нессельроде. Кроме того, поддержка со стороны Австрии могла бы развязать России руки на Балканах. Однако Меттерних уклонялся от обсуждения «турецкого вопроса». Но во время революции в Австрийской империи 1848—1849 годов он потерял свою должность, и у Николая I появилась надежда, что Австрия изменит свою позицию.
Летом 1849 г., по просьбе императора Австрии Франца-Иосифа I, русская армия под командованием генерал-фельдмаршала Паскевича приняла участие в подавлении революции 1848—1849 годов в Венгрии. Затем Россия и Австрия одновременно послали в Турцию ноты, в которых требовали выдать венгерских и польских революционеров. Посоветовавшись с английским и французским послами, турецкий султан ноту отклонил.
Тем временем Пруссия решила усилить своё влияние в Германском союзе. Это привело её к нескольким конфликтам с Австрией. Благодаря поддержке России все конфликты разрешались в пользу Австрийской стороны. Это привело к охлаждению отношений России с Пруссией.
После всего этого Николай I рассчитывал на поддержку Австрии в Восточном вопросе:

«Что касается Австрии, то я в ней уверен, так как наши договоры определяют наши отношения».

Но российско-австрийское сотрудничество не могло устранить российско-австрийские противоречия. Австрию, как и прежде, страшила перспектива появления на Балканах независимых государств, вероятно дружественных России, само существование которых вызвало бы рост национально-освободительных движений в многонациональной Австрийской империи. В итоге в Крымской войне Австрия, прямо в ней не участвуя, заняла антироссийскую позицию.